# Calamoncosis kazachstancia
Calamoncosis kazachstancia är en tvåvingeart som beskrevs av Nartshuk 1962. Calamoncosis kazachstancia ingår i släktet Calamoncosis och familjen fritflugor. Inga underarter finns listade i Catalogue of Life.